# Diósgyőri Acélművek
A Diósgyőri Acélművek egykor az ország egyik legnagyobb kohászati komplexuma, Miskolc legnagyobb munkaadója volt.

## Története
A kohászat hosszú múltra tekint vissza a térségben: kezdete Mária Terézia 1770. július 28-án kelt rendeletétől datálható, melyben megalapította a „Hámor Vas-mű” vasverő hámort és Fazola Henriket, a kor kiemelkedő szakemberét nevezte ki vezetőjévé. Fazola épített egy kohót Ómassán, ami 1828-ig működött. Ezután fia, Fazola Frigyes építette fel az újmassai őskohót, ez 1866-ban szüntette be termelését. Az Őskohó ma ipari műemlék. Innen költözött át a gyár helyszűke miatt Diósgyőr-Vasgyárba 1870-ben. A gyár egyre korszerűbbé vált, 1879-ben bevezették a Siemens–Martin-, 1882-ben a Bessemer-acélgyártást.
A második világháborút követően az állam nehézipari központtá kezdte fejleszteni Miskolcot, amelynek akkor már Diósgyőr a része volt. Az ekkor Lenin Kohászati Művek (LKM) kohászati kombinát a megye legnagyobb munkaadója volt, és egyre jobban korszerűsítették: 1975-ben nemesacél-hengermű épült, majd a kombinált acélműben oxigénbefúvásos LD-konverter (ami folyékony nyersvasból állít elő acélt), UHP elektromos ívkemence és ASEA üstmetallurgiai berendezés, 1982-ben folyamatos acélöntő berendezés, 1985-ben tekercshúzó és foszfátozó üzem. 
1988-ban a nettó árbevétele 15 790,2 millió Ft volt, a teljes munkaidőben foglalkoztatottak átlagos létszáma pedig 12 359 fő. A vállalatnál 1988-ban az évi átlagos összes kereset 119 585 Ft/fő volt. A vállalat 1989. január 1-jétől megkapta az önálló külkereskedelmi jogot.
1989-ben jött létre az LKM helyett a Diósgyőri Metallurgiai és Alakítástechnológiai Gyárak Részvénytársasága, a DIMAG Rt. A gyár egyes részlegei előbb leányvállalattá, majd önálló gazdasági társaságokká alakultak.

## A privatizáció után
A DIMAG Rt-t 1991. december 29-én privatizálták. 1996-ban, egy technológiai váltás részeként leállították a nagyolvasztót és a LD-konvertert, átalakították az UHP elektromos ívkemencét. Ezek után a UHP elektrokemencében és üstmetallurgiai rendszerben állították elő az acélt, majd folyamatos öntőn öntötték le, és hengersorokon alakították kész termékké.
1998. január 29-én a gyár új tulajdonoshoz került, de csődbe ment, és 2000. március 14-én elrendelték a felszámolását. 2001. április 12-én a társaságot a felszámoló szervezettől megvásárolta az olasz Cogne Acciai Speciali s.r.l., és megváltoztatta a nevét DAM Steel Speciális Acélgyártó Részvénytársaságra, de csak 2003 januárjáig üzemeltette. 2003. március 26-ától újra felszámoló szervezet vezette a céget, majd eladta. Az ezt követő cég, a DAM 2004 Acél- és Hengermű Kereskedelmi és Szolgáltató Kft. 2004. október 1-jén kezdte meg működését. 2009. február 23-án bejelentették, hogy a DAM 2004. kft befejezi a tevékenységét, ezzel a több mint két évszázados múltra visszatekintő diósgyőri kohászat megszűnt.

## Galéria

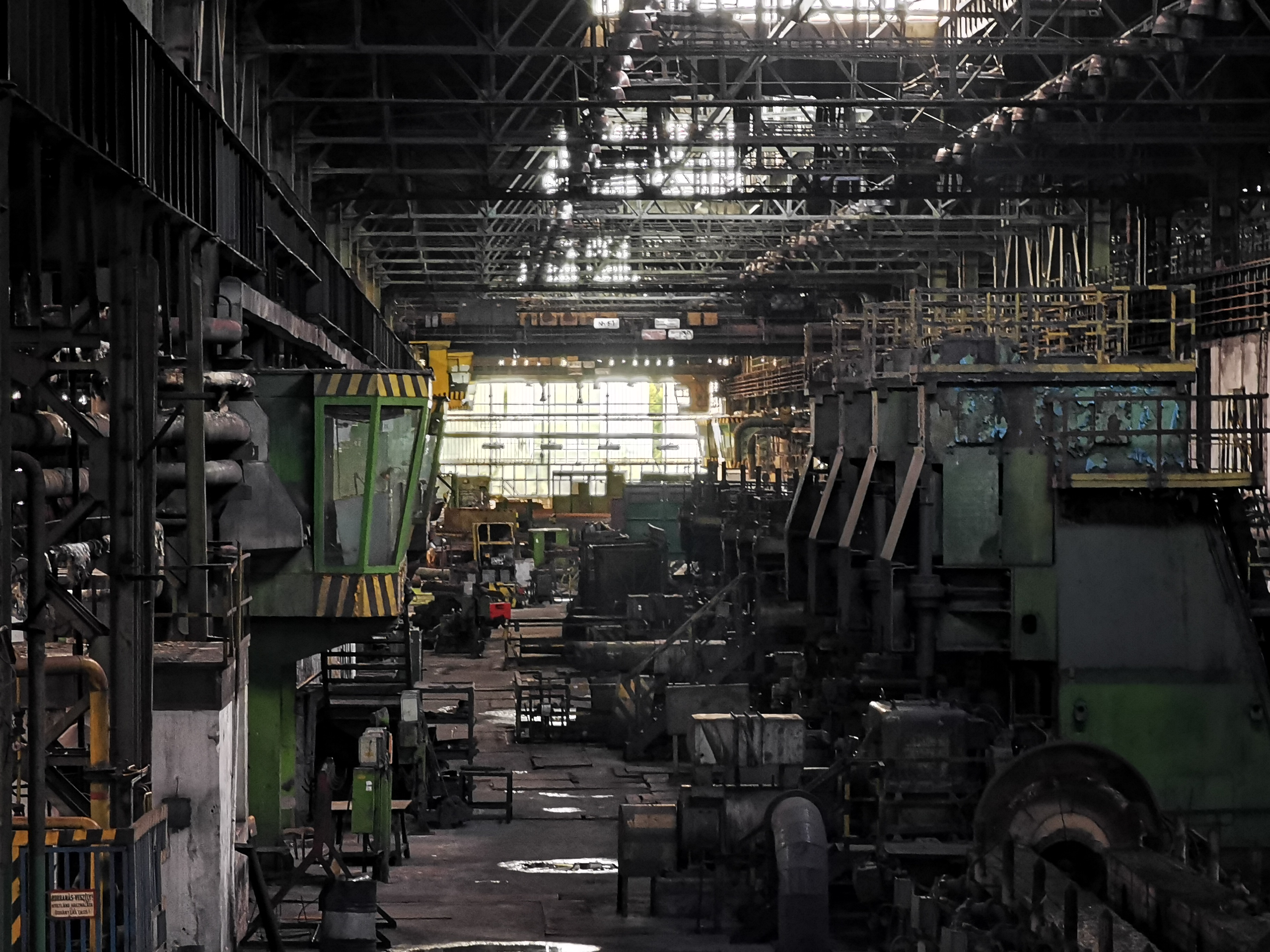
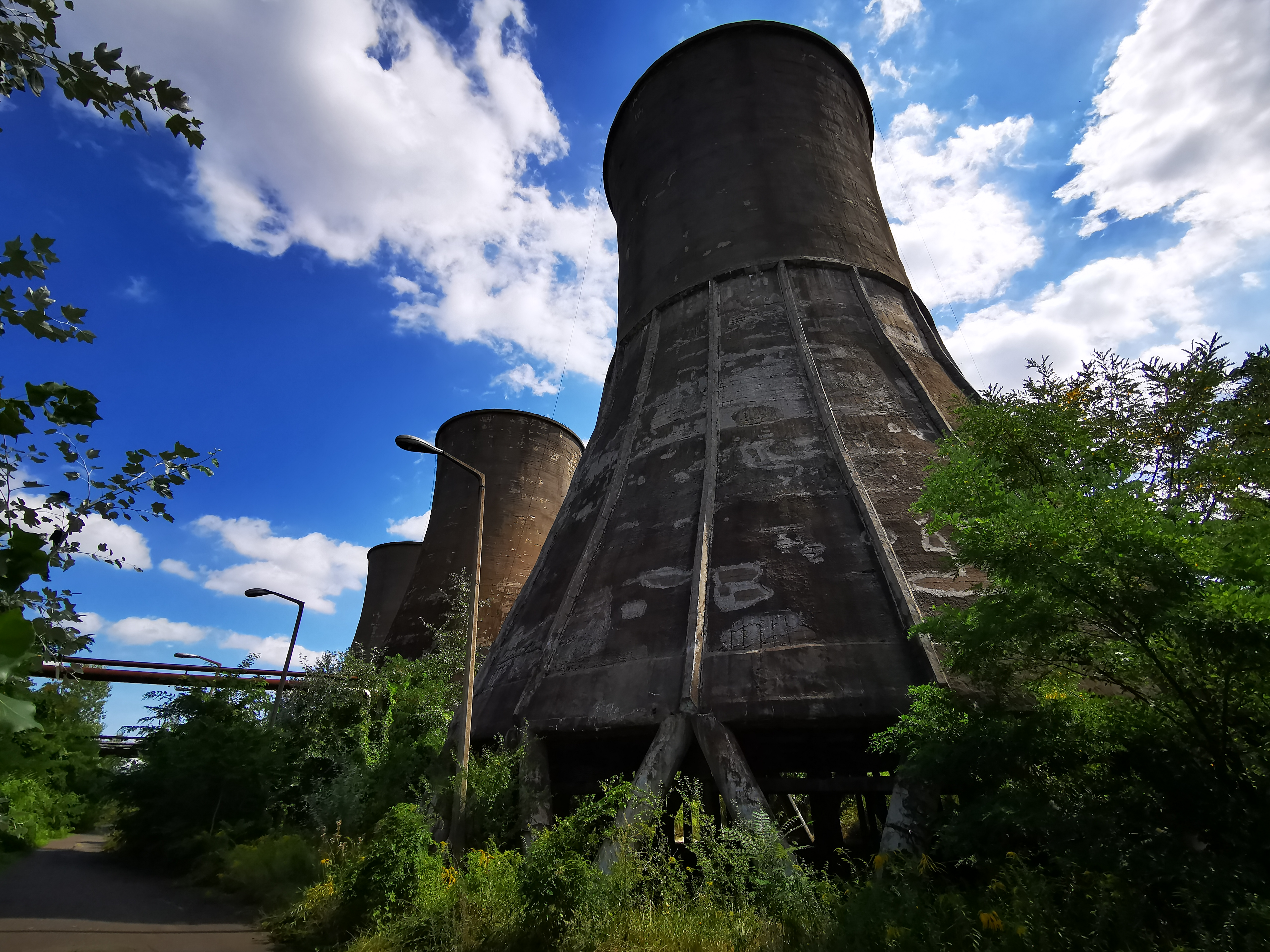
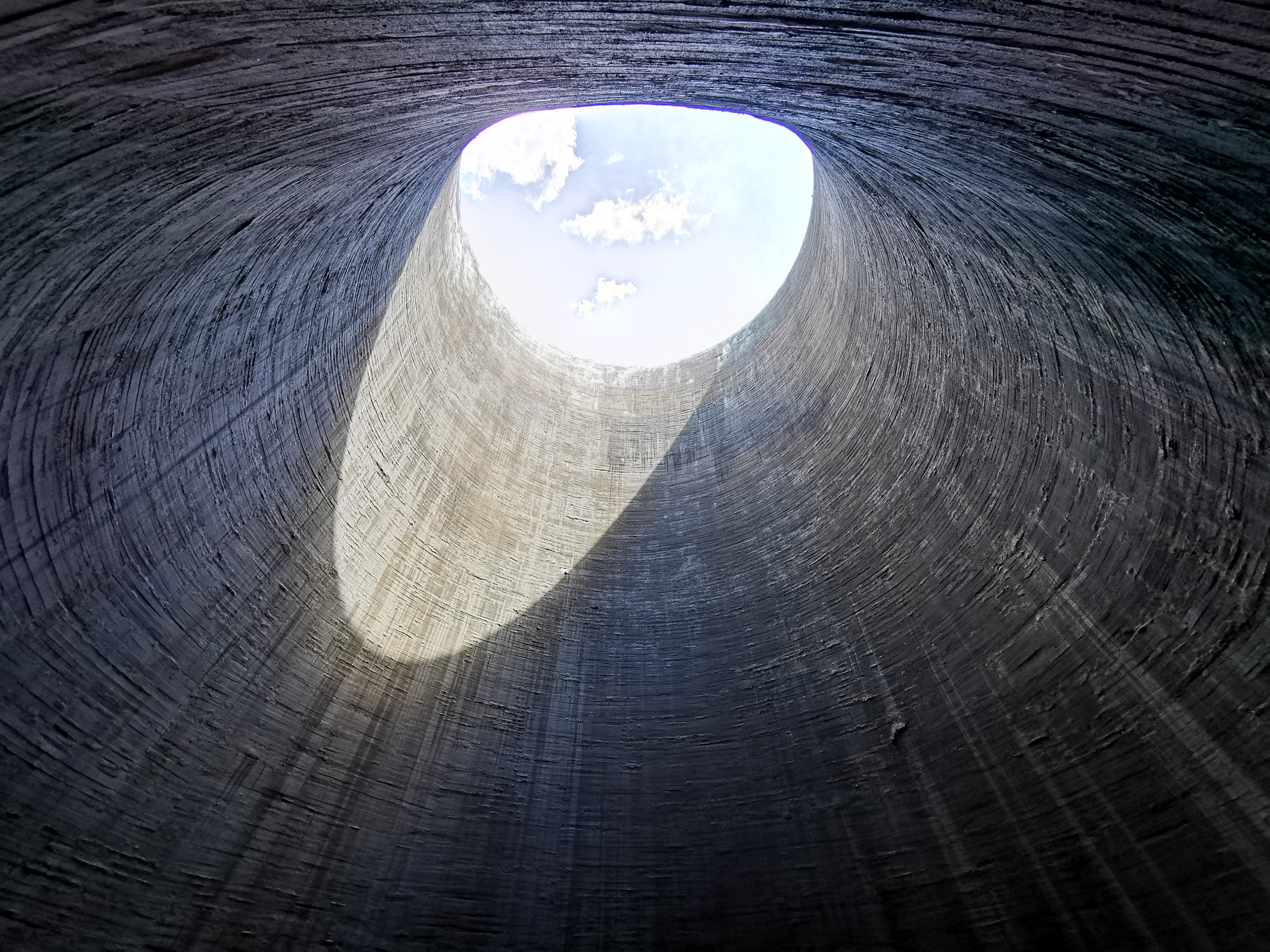
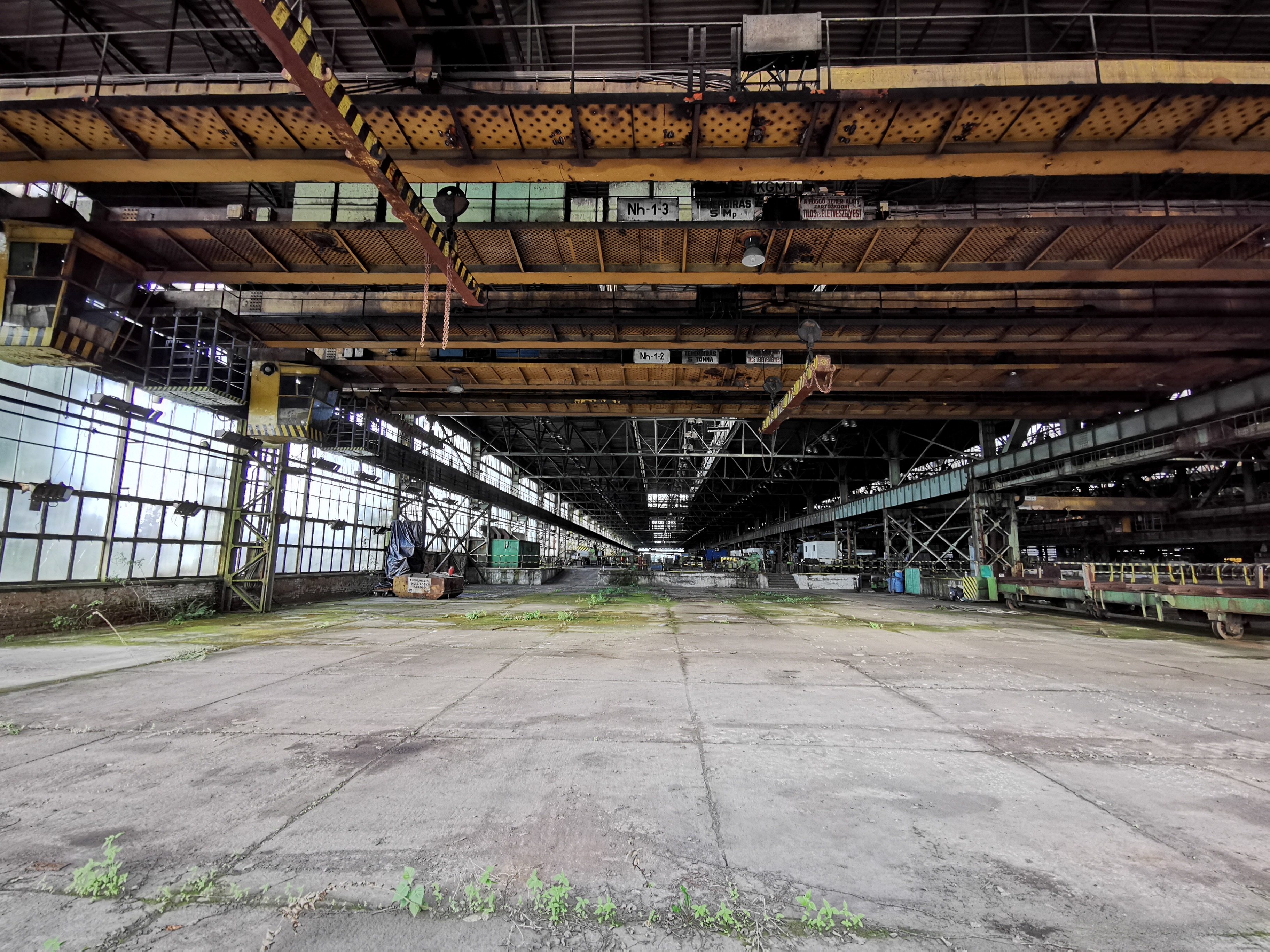